# Hemipenthes villeneuvei
Hemipenthes villeneuvei är en tvåvingeart som beskrevs av Francois 1970. Hemipenthes villeneuvei ingår i släktet Hemipenthes och familjen svävflugor. Inga underarter finns listade i Catalogue of Life.